# Magical Mystery Tour (sång)
Magical Mystery Tour (Lennon/McCartney) är en låt av The Beatles från 1967.

## Låten och inspelningen
Detta blev den första låt man spelade in precis efter att man avslutat Sgt. Peppers Lonely Hearts Club Band. Paul McCartney hade påbörjat den på en flygresa från USA till England där han varit och besökt flickvännen Jane Asher som var på teaterturné. Gruppens inspelningsschema förändrades mycket i samband med Pepper-sessionerna varvid man istället för ett bestämt schema ägnade sig åt en slags ständigt pågående inspelning utan större stress. Detta underlättades av att man inte längre turnerade och därmed inte blev avbrutna. I och med att The Beatles inte behövde betala för studiotid kunde man sitta hur många timmar man ville i Studio 2 på Abbey Road. Vid denna tid kom McCartney ofta dit med endast vaga idéer och hoppades att de övriga medlemmarna skulle hjälpa honom att värka fram låten på stället, en process som blev påfrestande för flera av de inblandade. Titelspåret på Magical Mystery Tour varierade flera av de idéer och arrangemang man använt under Pepper-sessionerna och låten sattes vid fyra sessioner, 25, 26 och 27 samt 3 maj 1967. Gruppens turnéledare Mal Evans och deras allt i allo, Neil Aspinall, medverkade på vissa rytminstrument och i övrigt medverkade ett antal blåsare av olika slag. David Mason hade exempelvis varit med på flera av de tidigare inspelningarna under 1966-1967. Trumpetaren Elgar Howarth fick själv sätta ihop ett arrangemang till Pauls låt eftersom denne inte hade förberett något. De röriga inspelningar som inleddes med detta titelspår pekar på att Beatles nu kom in i en period där drogintaget gjorde man att man blev slapp och slarvig i studion samtidigt som man ägnade sig åt att försöka "svänga ihop" låtar på stället, något som kunde ge varierande resultat. Redan med inspelningen av denna låt hade Paul börjat tänka ut det som skulle bli filmen "Magical Mystery Tour". Låten kom med på den dubbla EP:n/LP:n Magical Mystery Tour, som utgavs i USA som LP 27 november 1967 och i England som en dubbel-EP 8 december 1967. 